# ’03 Bonnie & Clyde
’03 Bonnie & Clyde – piosenka amerykańskiego rapera Jaya-Z, nagrana z gościnnym udziałem wokalistki Beyoncé Knowles. Została skomponowana przez Shawna Cartera, Kanye Westa, Prince’a, Tupaca Shakura, D. Harpera, R. Rousa oraz Tyrone’a WRice’a na siódmy album studyjny rapera, The Blueprint²: The Gift & the Curse (2002). Utwór został 10 października 2002 roku wydany jako główny singel z tejże płyty. „’03 Bonnie & Clyde” reprezentuje East Coast hip hop i R&B, a także sampluje beaty ścieżki „Me and My Girlfriend” (1996) Tupaca Shakura. Inspirację do jej stworzenia stanowił dramat gangsterski Bonnie i Clyde. Instrumentacja utworu bazuje na programowanej perkusji, instrumentach basowych oraz gitarze flamenco.
"’03 Bonnie & Clyde” otrzymał generalnie przychylne oceny od krytyków, którzy komplementowali połączenie stylów muzycznych Jaya-Z oraz Knowles, a także produkcję utworu. Singel dotarł do 4. miejsca listy Billboard Hot 100, stając się wówczas drugą w karierze Jaya-Z i zarazem pierwszą w karierze solowej Knowles piosenką w czołowej dziesiątce tego zestawienia. „’03 Bonnie & Clyde” uzyskał złoty status według Recording Industry Association of America (RIAA) oraz platynowy według Australian Recording Industry Association (ARIA).
Wideoklip do „’03 Bonnie & Clyde” został wyreżyserowany przez Chrisa Robinsona i ukazuje Jaya-Z oraz Beyoncé w roli współczesnej wersji pary gangsterskiej Bonnie i Clyde’a. Teledysk nominowany był do nagrody MTV Video Music Award w kategorii najlepszy klip roku. „’03 Bonnie & Clyde” wywołał konflikt pomiędzy Jayem-Z a wokalistką Toni Braxton, która również samplowała „Me and My Girlfriend” w swoim utworze „Me & My Boyfriend” (2002). Oskarżyła ona wówczas Jaya-Z i Westa o kradzież jej pomysłu na wykorzystanie sampli ścieżki Tupaca. Dwójka zaprzeczyła jej słowom, zaś sam Jay-Z dodał, że gdyby wiedział o planach Braxton, zaaranżowałby ich duet.

## Produkcja i wydanie

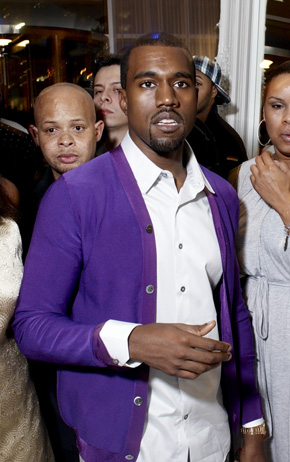
Kanye West (na zdjęciu) odpowiadał za produkcję utworu

"’03 Bonnie & Clyde” stanowił pierwszą współpracę muzyczną pomiędzy raperem Jayem-Z a wokalistką R&B Beyoncé Knowles. Przesłuchując album The Don Killuminati: The 7 Day Theory Tupaca Shakura, producent Kanye West zasugerował, że utwór „Me and My Girlfriend” mógłby dostarczyć ciekawych sampli do ich planowanego duetu. West wytłumaczył MTV News, że Jay-Z zaoferował mu produkcję tego utworu, jednocześnie oczekując od niego „najlepszych beatów, jakie kiedykolwiek stworzył”. Kanye kontynuował:

„[Po telefonie od Jaya-Z] wróciłem do domu i skontaktowałem się z moim znajomym, E Base’em, który zawsze gra na wielu instrumentach w [studio nagraniowym] Baseline podczas prac ze mną i producentem Just Blaze. [E] spisał się. Zaprogramowałem perkusję w dziesięć minut, a następnie tworzyłem różne części kompozycji. [...] Tej samej nocy zaniosłem tę wersję Hov, a on ją przesłuchał. Po prostu wiedział, że to jest to."

"’03 Bonnie & Clyde” został 10 października 2002 roku wydany jako główny singel z albumu The Blueprint²: The Gift & the Curse Jaya-Z. Knowles zamieściła utwór w roli bonusowej ścieżki na międzynarodowych edycjach swojej debiutanckiej płyty solowej, Dangerously in Love (2003). Koncertowa wersja „’03 Bonnie & Clyde” była ponadto częścią albumu CD/DVD I Am... Yours: An Intimate Performance at Wynn Las Vegas (2009) Knowles.
Premiera utworu zrodziła pogłoski o romantycznych relacjach Jaya-Z i Knowles; nasiliły się one jeszcze bardziej po wydaniu „Crazy in Love” (2003). Ich związek nie był jednak upubliczniany aż do nagrania „Déjà Vu” (2006). Dopiero po latach okazało się, że Jay-Z i Beyoncé spotykali się od czasu nagrania „’03 Bonnie & Clyde”. Utwór ten zaznaczył także początek kariery solowej Knowles, która wstrzymała wówczas swoją działalność w Destiny’s Child.

## Kompozycja
Instrumentacja „’03 Bonnie & Clyde” obejmuje programowaną perkusję, instrumenty basowe, a także gitarę flamenco. Ethan Brown z magazynu New York uznał, że dźwięki gitary flamenco przypominają utwór „Fiesta”, który w 2001 roku Jay-Z nagrał wraz z R. Kellym. Piosenka sampluje beaty ścieżki „Me and My Girlfriend” rapera Tupaca Shakura. Z kolei część wersów, które śpiewa Beyoncé zaczerpnięta zostały z utworu „If I Was Your Girlfriend” Prince’a.
"’03 Bonnie & Clyde” inspirowany był dramatem gangsterskim Bonnie and Clyde (1967); Jay-Z i Knowles przedstawieni są jako współczesna wersja tego duetu przestępców. Ponadto, raper odnosi się w tekście do związku Bobby’ego Browna i Whitney Houston, a także serialu telewizyjnego Seks w wielkim mieście.

## Przyjęcie

### Odbiór krytyków
"’03 Bonnie & Clyde” został generalnie dobrze przyjęty przez krytyków muzycznych. Chris Ryan z magazynu Spin opisał utwór jako jeden z najmocniejszych punktów albumu The Blueprint²: The Gift & the Curse. Marc L. Hill z PopMatters uznał go za typowo radiową ścieżkę. Oceniając piosenkę ośmioma na dziesięć możliwych punktów, Dele Fadele z NME stwierdził, że stanowi ona „świetny duet” Jaya-Z i Knowles.
Ethan Brown z magazynu New York uznał „’03 Bonnie & Clyde” za kontynuację utworu „Bonnie & Clyde Part II”, który Jay-Z nagrał z raperką Foxy Brown. Erik Parker z Vibe wyraził mieszaną opinię na temat wykorzystania w „’03 Bonnie & Clyde” sampli „Me and My Girlfriend”; z jednej strony uznał je za „pozbawione smaku, ale dobrze wykonane”, zaś z drugiej pochwalił „nieskazitelną” produkcję ścieżki w wykonaniu Westa. Margena A. Christian z magazynu Jet skomplementowała tekst utworu, a także wokal Beyoncé. Chuck Taylor z Billboardu napisał, że mimo iż nie było wówczas jasne, czy Jay-Z i Knowles byli wówczas parą, tworzyli „razem świetną muzykę”. Taylor stwierdził ponadto, że dźwięki akustycznej gitary „dodały ścieżce smaku, gwarantując jej przyszły sukces”.
Popjustice umieścił „’03 Bonnie & Clyde” na 66. miejscu zestawienia najlepszych singli 2003 roku. Magazyn Vibe wyróżnił ’03 Bonnie & Clyde na 4. miejscu listy najlepszych utworów inspirowanych historią Bonnie i Clyde’a. Z kolei w 2010 roku Dean Silfenv z AOL uznał „’03 Bonnie & Clyde” za 6. najlepszy utwór w twórczości Jaya-Z. „’03 Bonnie & Clyde” nominowana była do nagrody BET Award w kategorii najlepsza piosenka kolaboracyjna. MTV UK wyróżniła „’03 Bonnie & Clyde” na 10. miejscu listy najlepiej sprzedających się singli Jaya-Z w Wielkiej Brytanii.

### Odbiór komercyjny
"’03 Bonnie & Clyde” dotarł do czołowych dziesiątek list przebojów w sześciu państwach europejskich, zajmując miejsca: 6. w Norwegii i Danii, 8. we Włoszech oraz szczyt notowania w Szwajcarii. W Wielkiej Brytanii utwór uplasował się na 2. pozycji UK Singles Chart, zajmując jednocześnie najwyższą lokatę wśród singli Jaya-Z od czasu „Hard Knock Life (Ghetto Anthem)” (1998). W Nowej Zelandii „’03 Bonnie & Clyde” uplasował się na 4. miejscu listy przebojów – najwyższym w ówczesnej twórczości Jaya-Z. Również w Australii i Kanadzie singel dotarł do najwyższych pozycji w dotychczasowym dorobku rapera, czyli kolejno: 2 i 4. Ostatecznie singel odznaczony został platyną przez Australian Recording Industry Association (ARIA), znajdując ponad 70 tysięcy nabywców na rynku australijskim.
"’03 Bonnie & Clyde” uplasował się na 4. miejscu amerykańskiego zestawienia Billboard Hot 100, zajmując najwyższą pozycję na tej liście spośród wszystkich utworów poświęconych parze gangsterskiej Bonnie i Clyde'owi. W Stanach Zjednoczonych singel uzyskał złoty status według Recording Industry Association of America (RIAA) za sprzedaż powyżej 500 tysięcy egzemplarzy.

## Wideoklip
Wideoklip do „’03 Bonnie & Clyde” został wyreżyserowany i nakręcony przez Chrisa Robinsona w listopadzie 2002 roku w Meksyku. Jay-Z i Knowles wcielają się w nim w postacie współczesnej wersji duetu przestępczego Clyde’a Barrowa i Bonnie Parker. Oficera policji, który ścigał tę dwójkę zagrał Lance Reddick. Teledysk jest w luźny sposób oparty na amerykańskim filmie Prawdziwy romans (1993), w którym to Christian Slater i Patricia Arquette grają parę kochanków, starającą się uciec przed dilerami kokainy. Wideoklip nasilił spekulacje wokół relacji, jakie łączyły wówczas Jaya-Z i Beyoncé (według wielu, gesty Jaya-Z, gdy ten na przykład obejmował ramieniem Knowles, miały sugerować, że w życiu prywatnym są parą). Teledysk wytworzył ponadto symbiotyczny związek pomiędzy tą dwójką w zakresie wzajemnej wymiany swojego grona odbiorców.
Wideoklip rozpoczyna się sceną, w której policjanci dyskutują wraz z Reddickiem na temat przestępczej pary i sposobu ich zatrzymania. Wraz z początkiem utworu na ekranie ukazuje się Jay-Z, który prowadzi szarego Astona Martina, a miejsce pasażera zajmuje Beyoncé. Gdy dwójka dociera do hotelu, przykrywają auto okryciem, aby uniknąć rozpoznania go przez policję. W pokoju liczą zrabowane przez siebie pieniądze, podczas gdy na miejsce docierają funkcjonariusze. Podążają oni na górę, do pokoju zajmowanego przez Jaya-Z i Knowles tylko po to, by zastać tam sprzątaczkę. W dodatku znaleziony pod okryciem samochód okazuje się nie być tym należącym do dwójki. Kolejne ujęcia ukazują na przemian: Beyoncé tańczącą w rytm gitary flamenco, a także mężczyzn w budce telefonicznej – znajdującej się na tle ściany z graffiti oddającym hołd Tupacowi Shakurowi. Gdy wydaje się, że funkcjonariusze przewidzieli ruch przestępców, ustawiają wielką blokadę na autostradzie, którą podąża szary Aston Martin. Ostatecznie okazuje się jednak, że jego pasażerami są pracownicy stacji benzynowej. W tym samym czasie Jay-Z i Beyoncé oddalają się w przeciwnym kierunku w innym aucie, co stanowi ostatnią scenę teledysku.
Corey Moss z MTV News zauważył, że finałowe sceny wideoklipu nie ujawniły, jak zakończyła się historia „prawdziwych” Bonnie i Clyde’a. Ich losy kontynuowane były później w teledysku Jaya-Z do „99 Problems” (2004). „’03 Bonnie & Clyde” nominowany był do nagrody dla najlepszego hip hopowego wideoklipu oraz wideoklipu roku na gali MTV Video Music Awards 2003.

## Konflikt z Toni Braxton

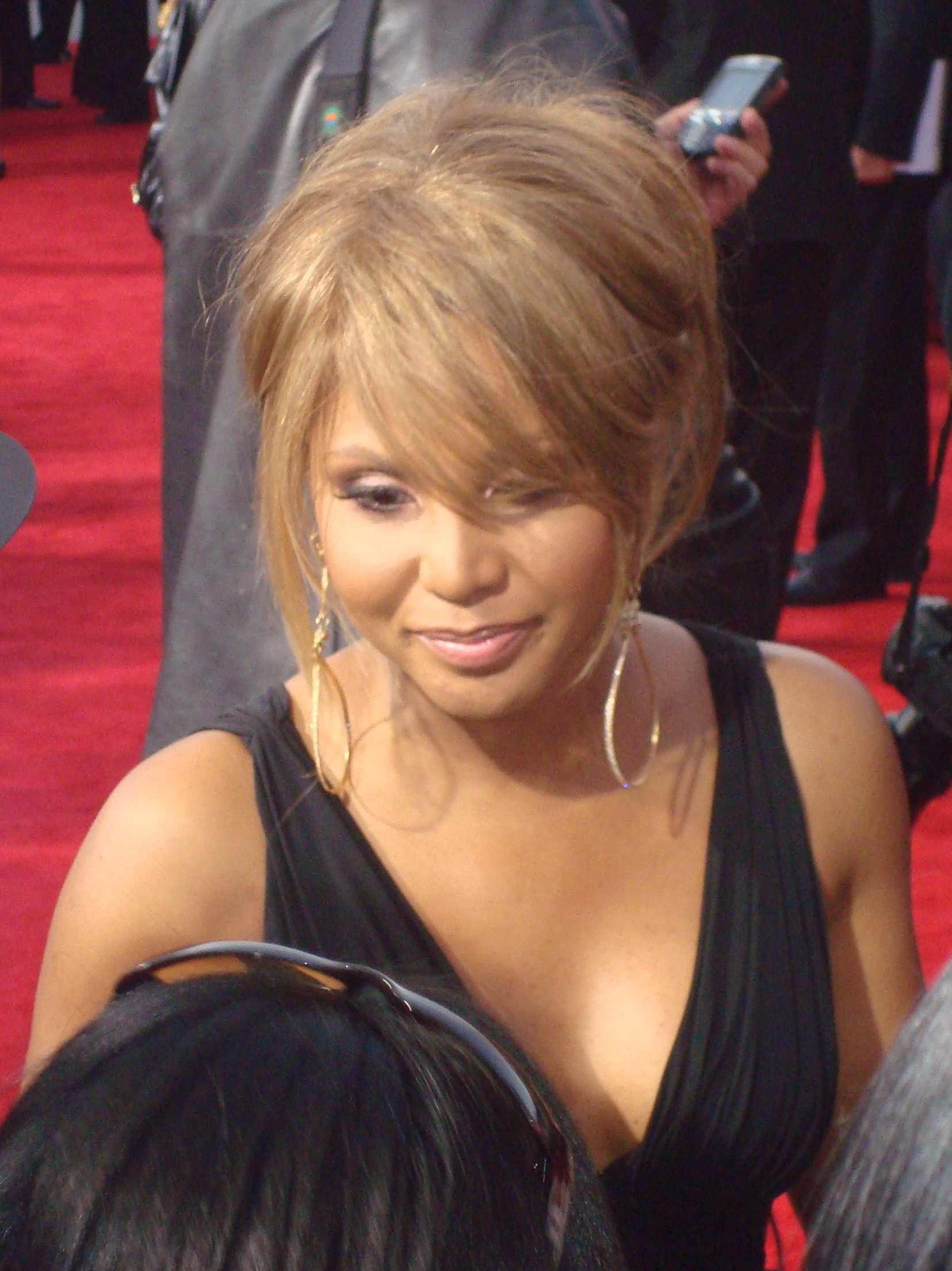
Braxton (na zdjęciu) stwierdziła: „Mam na utrzymaniu dzieci, a to zabiera pieniądze z ich funduszy na naukę w college'ach”, komentując sampling „Me and My Girlfriend” przez Jaya-Z

8 października 2003 roku Toni Braxton i jej przedstawiciele wystosowali oświadczenie, w którym stwierdzili, że Jay-Z za pośrednictwem „’03 Bonnie & Clyde” ukradł pomysł Braxton na sampling „Me and My Girlfriend” Tupaca. Wokalistka wykorzystała bowiem te sample w swojej piosence „Me & My Boyfriend” z albumu More Than a Woman (2002). Braxton dodała, że nagrała „Me & My Boyfriend” latem 2002 roku i uznała, że Jay-Z zdecydował się stworzyć „’03 Bonnie & Clyde” po tym, jak usłyszał jej utwór podczas przesłuchań muzycznych w Def Jam Recordings.
Kanye West odpowiedział na zarzuty Braxton w wywiadzie dla MTV News: „Nie miałem pojęcia o piosence Toni Braxton. [Ona] nie może zachowywać się tak, jakby nikt wcześniej nie słyszał 'Me and My Girlfriend'. Ludzie słuchają tego utworu na okrągło. Zrozumiałbym jej zachowanie, gdyby to był jej oryginalny utwór.” West stwierdził ponadto, że pomysł na sampling „Me and My Girlfriend” zrodził się w jego głowie, gdy pewnego wieczora przesłuchiwał album Tupaca. Sytuację skomentował również przedstawiciel Roc-A-Fella Records: „Jay to utalentowany gość. Myślę, że nie wykorzystałby czyjegoś pomysłu celowo. [...] Czytałem o tej sytuacji w gazecie, rano rozmawialiśmy o tym z Jayem i wydaje nam się to zabawne. Wiem, że nie miał na celu wykorzystania tej samej ścieżki, co ona. Myślę nawet, że on nigdy wcześniej nie słyszał piosenki Braxton. Jay nagrywa materiał, a później go wydaje. To po prostu muzyka. Nie siedzimy i nie obmyślamy, jak tu uprzykrzyć innym życie. Przemysł muzyczny był dla nas dobry i nie zamierzam wpuścić się w jakikolwiek beef.”
Sam Jay-Z powiedział natomiast, że gdyby wcześniej wiedział o planach Braxton nt. samplowania utworu Tupaca, zaangażowałby ją do pracy nad wspólnym materiałem.

## Formaty i listy utworów
Cyfrowy minialbum
1. „’03 Bonnie & Clyde” (edycja radiowa) – 3:27
2. „’03 Bonnie & Clyde” (wersja nieocenzurowana) – 3:26
3. „U Don't Know (Remix)” (Jay-Z & M.O.P.) – 4:28

Singel CD
1. „’03 Bonnie & Clyde” (edycja radiowa) – 3:28
2. „U Don't Know (Remix)” – 4:27
3. „’03 Bonnie & Clyde” (wersja instrumentalna) – 3:27

## Autorzy
Autorzy utworu zaczerpnięci z książeczki albumowej The Blueprint²: The Gift & the Curse.
| - E-Base – gitara, instrumentacja, instrumenty klawiszowe - Shawn Carter – wokal, kompozycja - Jason Goldstein – miks - D. Harper – kompozycja - Gimel „Young Guru” Katon – inżynieria dźwięku, miks - Beyoncé Knowles – wokal | - Prince – wkład dodatkowy (sampling) - R. Rouse – kompozycja - Tupac Shakur – wkład dodatkowy (sampling) - Kanye West – produkcja, kompozycja - Shane „Bermy” Woodley – inżynieria dźwięku - Tyrone Wrice – kompozycja |

## Pozycje na listach i certyfikaty
| Lista (2002–03)                  | Najwyższa pozycja |
| -------------------------------- | ----------------- |
| Australian Singles Chart         | 2                 |
| Austrian Singles Chart           | 28                |
| Belgian Singles Chart (Flandria) | 12                |
| Belgian Singles Chart (Walonia)  | 12                |
| Canadian Singles Chart           | 4                 |
| Danish Singles Chart             | 6                 |
| Dutch Single Top 100             | 5                 |
| Finnish Singles Chart            | 10                |
| French Singles Chart             | 25                |
| German Singles Chart             | 6                 |
| Irish Singles Chart              | 12                |
| Italian Singles Chart            | 8                 |
| New Zealand Singles Chart        | 4                 |
| Norway Singles Chart             | 6                 |
| Swiss Singles Chart              | 1                 |
| Swedish Singles Chart            | 14                |
| UK Singles Chart                 | 2                 |
| U.S. Billboard Hot 100           | 4                 |
| U.S. Hot R&B/Hip-Hop Songs       | 5                 |
| U.S. Hot Rap Tracks              | 2                 |
| U.S. Pop Songs                   | 7                 |

| Region                   | Certyfikat |
| ------------------------ | ---------- |
| Australia (ARIA)         | Platyna    |
| Stany Zjednoczone (RIAA) | Złoto      |

| Lista (2003)                     | Pozycja |
| -------------------------------- | ------- |
| Australian Singles Chart         | 16      |
| Australian Urban Singles Chart   | 9       |
| Belgian Singles Chart (Flandria) | 80      |
| Belgian Singles Chart (Walonia)  | 66      |
| Dutch Singles Chart              | 47      |
| Italian Singles Chart            | 70      |
| Swedish Singles Chart            | 91      |
| Swiss Singles Chart              | 50      |
| U.S. Billboard Hot 100           | 37      |
| U.S. Hot R&B/Hip-Hop Songs       | 59      |
| U.S. Pop Songs                   | 27      |